# Elastancia

Elastancia

La elastancia es el grado en que un órgano retorna a su forma y dimensiones originales una vez el estrés de deformación ha sido suprimido. Este término es empleado en fisiología en el estudio de la respiración pulmonar. La elastancia es el recíproco de la compliancia y se obtiene con la relación existente entre la variación de la presión y la variación de volumen en los pulmones durante el proceso de respiración.  
Se asocia con la compliancia y representa la resistencia a la deformación del sistema respiratorio debido al flujo de aire en su funcionamiento. Al insuflarse los pulmones, su volumen se incrementa, disminuyendo su elastancia. La resistencia del sistema pulmonar está reflejada por las características físicas, entre las cuales está la elasticidad de los tejidos pulmonares, y permite devolver la forma original de los pulmones una vez que el aire es espirado. Un término similar se usa para la resistencia al flujo sanguíneo, se conoce como «elastancia vascular». Este término tiene su similitud con la admitancia tomada en cuenta en circuitos eléctricos.